# Òpera de Yerevan
L'Òpera de Yerevan, també conegut com el Teatre Nacional Acadèmic d’Òpera i Ballet Aleksandr Spendiarian (armeni: Ալեքսանդր Սպենդիարյանի անվան օպերայի և բալետի ազգային ակադեմիական թատրոն, romanitzat: Aleksandr Spendiaryani anvan operayi yev baleti azgayin akademiakan t’atron), és un teatre d'òpera a Yerevan. Es va inaugurar oficialment el 20 de gener de 1933, amb una representació de l'òpera Almast d'Alexander Spendiaryan com a primer espectacle. L'edifici de l'òpera va ser dissenyat per l'arquitecte Alexander Tamanian. Consta de dues sales de concerts: la Sala de Concerts Aram Khatxaturian amb 1.400 seients i el Teatre Nacional d'Òpera i Ballet Alexander Spendiaryan amb 1.200 seients.

## Teatre
La primera obra del Teatre de l'Òpera va tenir lloc el 28 de novembre de 1930 amb motiu del 10è aniversari de l'Armènia soviètica. El 20 de gener de 1933, l'edifici es va inaugurar oficialment. Poc després de la fundació del teatre, es va establir una companyia de ballet. El llac dels cignes de Piotr Ilitx Txaikovski va ser la primera representació de ballet el 1935.
Segons el disseny de Tamanian i sota la supervisió del seu fill, la sala del teatre es va completar el 1939, i l'edifici de l'òpera va rebre el nom d'Alexander Spendiaryan. Les obres de construcció a gran escala no van acabar fins al 1953, quan finalment es va completar tot l'edifici.

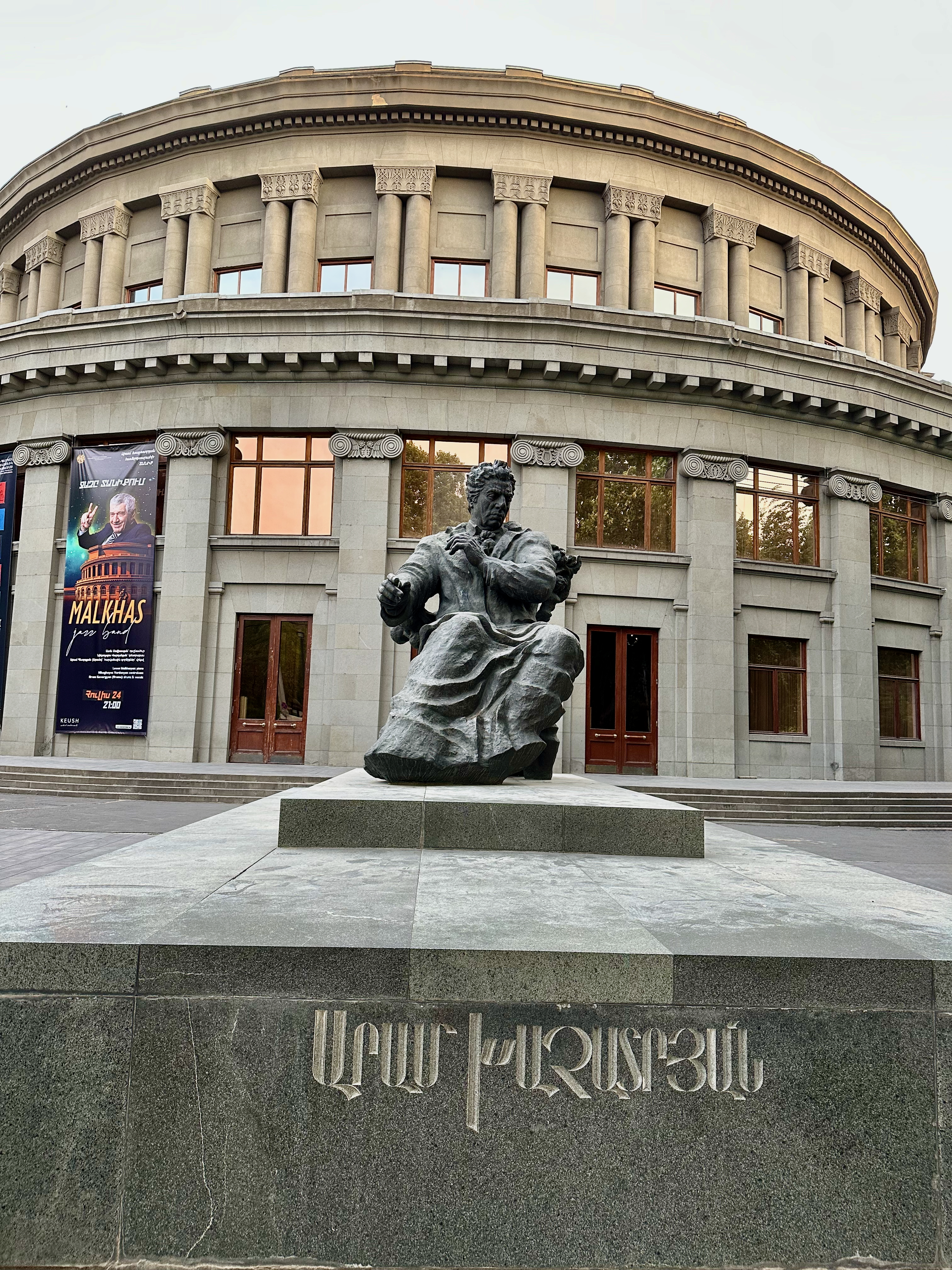
Òpera de Yerevan i estàtua de Khatxaturian

L'obertura del teatre va promoure la creació de noves òperes i ballets nacionals. El primer ballet armeni va ser Happiness d'Aram Khatxaturian. Sobre la base d'aquest ballet, el compositor aviat va crear Gayane, que s'ha representat arreu del món. Molts altres compositors armenis han escrit òperes i ballets. Al llarg dels anys, aquests artistes han treballat al teatre: els cantants Gohar Gasparyan, Tatevik Sazandaryan, Mihran Yerkat, Pavel Lisitsian, Haykanoush Danielyan, Nar Hovhannisyan, Gegham Grigoryan, Anahit Mekhitarian ; els directors d'⁣orquestra Konstantin Sarajev, Michael Tavrizyan, Aram Katanyan, Karen Durgaryan, Gianluca Marciano, Yuri Davtyan; els mestres de ballet A. Petrosyan, M. Chmshkyan, Vanoush Khanamirian, Vilen Galstyan, Rudolf Kharatyan; pintors Martiros Saryan, Minas Avetisyan.
Des del 1935, les òperes armènies Anush d'Armen Tigranian s'han representat al teatre de l'òpera. Va ser un gran pas en la història de l'òpera armènia. Anush continua formant part del repertori del teatre. Una de les sopranos que actualment interpreta aquest paper és Mary Movsisyan.
Des de la seva inauguració, el Teatre Nacional d'Òpera i Ballet d'Armènia ha representat més de 200 òperes i ballets diferents de compositors armenis, russos i de l'Europa occidental. La companyia teatral ha actuat en més de 20 països, per exemple, a Rússia, Espanya, Líban, Estats Units, Grècia i Alemanya. El 1956, el teatre va rebre l'estatus de Teatre Acadèmic Nacional d'Òpera i Ballet.
El teatre també ha acollit concerts interpretats per Charles Aznavour, Ian Anderson, John McLaughlin, Akvarium i molts altres.
Per primera vegada, el Teatre Acadèmic Nacional d'Òpera i Ballet Alexander Spendiaryan acollirà una representació convidada de Giselle a càrrec de l'⁣English National Ballet. Les representacions estan programades per als dies 10 i 11 de maig de 2024.

## Directors artístics
- Romans Melikian
- Tigran Levonyan
- Ohan Durian
- Gegham Grigoryan
- Karen Durgaryan
- Constantine Orbelian (des del 2016)